# 安藤有里
安藤 有里（あんどう あり、1972年11月27日 - ）は、日本の元AV女優・元ストリッパー。
群馬県出身（デビュー作では北海道出身としている）。血液型:A型。身長:164cm。スリーサイズ:B88・W56・H88。
趣味:プロレス観戦。

## 略歴・人物
1992年12月に「高倉みなみ（たかくら みなみ）」としてAVデビュー。
同時期に同姓同名で字まで同じAV女優「高倉みなみ」がいた為、しばらくして「安藤有里」と改名し再デビュー。
その後、ストリッパーとしての活動も開始。
1999年3月にストリッパーを引退。川崎ロック座にて3月21日～31日引退興行。
島袋浩、チョコボール向井、加藤鷹、沢木和也といった当時の第一線の男優との共演が多かった。

## 出演作品

### アダルトビデオ（撮りおろし作品）

#### 高倉みなみ 名義
1992年
- 氷の魔性（12月6日、ティファニー）＊デビュー作

1993年
- ナース天国 病院で抜こう!（1月10日、エイトマン）…共演:浅倉舞、伊藤真紀、早乙女美紀、立野しのぶ、沢口梨々子、斉藤あかね 全7名
- そんなデルタにだまされて（1月17日、ティファニー）
- 若奥様フルコース [みんなで私をむさぼって]（3月15日、エイトマン）…共演:伊藤真紀
- まどろみに身をまかせて（3月21日、ティファニー）
- お嬢さまは愛欲ざかり（4月11日、ティファニー）
- お嬢さまのあふれでたヒミツ（6月1日、10ビデオ）＊「氷の魔性」を再編集したもの
- 淫美な腰づかい（6月15日、ティファニー）

#### 安藤有里 名義
1993年
- ピーロピロしちゃうぞ!（7月9日、コンフィデンス）
- 白い性獣（8月3日、クリスタル映像）
- スペルマエクスタシー（8月27日、アリスJAPAN）
- ムッシュ! ムラムラガール（9月10日、コンフィデンス）
- 悶絶スクランブル（9月23日、クリスタル映像）
- アリアリ白書 私をドロドロに溶かして（10月8日、コンフィデンス）
- クリクリマーメイド（10月29日、アリスJAPAN）
- コスチュームにぶっかけろ（11月11日、クリスタル映像）
- スターティング・オーヴァー（12月7日、クリスタル映像）
- フラッシュパラダイス（12月24日、アリスJAPAN）
- オーマニズム宣言（コンフィデンス）

1994年
- 隣のお嬢様 ナマパンティ（3月11日、笠倉出版社）
- 蜜より甘いモノ（3月25日、ファイブスター）
- 素肌の妖精（4月15日、サクセス・ビデオ・コミュニティー）＊「クリクリマーメイド」を再編集したもの
- 新乳生制服バイブル（5月25日、笠倉出版社）

発売年不明
- 放課後は別の顔 新学園アイドル物語 安藤有里（日本ビデオ販売 DP-005）VHS＊ビデオ安売王オリジナル
- ヘア解禁第一弾 安藤有里（コロンビア映像 CB-012）VHS
- 映像世紀末 18 安藤有里（チャンピオン CHA-18）VHS
- 膣の光 安藤有里（コンノ映像 CT-4）VHS

### アダルトビデオ（オムニバス作品、編集もの、BESTもの）
1994年
- ナース快楽館11 安藤有望・高原愛美・有森麗・佐々木優・新堂有望（4月15日、ファイブスター）全5名
- 若奥様「桃尻」遊び 有森麗・藤谷しおり・高原愛美・安藤有里 他（5月7日、笠倉出版社）
- 女子校生 くい込みパンティ遊び 憂木瞳・高原愛美・安藤有里・藤谷しおり（5月14日、笠倉出版社）
- ザ・スーパー女子校生 	高原愛美・佐々木優・藤谷しおり・安藤有里 他（6月22日、ファイブスター）
- 新生スペルマ淫度10 2 佐々木優・本木まり子・安藤有里 他（7月2日、笠倉出版社）
- ナース物語 濡れた茂み 2 岡崎美女・安藤有里 他（9月2日、笠倉出版社）
- AV巨乳年鑑 1 全33名（11月4日、笠倉出版社）＊オムニバス作品
- ヤンママは同級生 2 安藤有里・卑弥呼・藤谷しおり・樹マリ子・藤田リナ（ファイブスター FV-9014）全5名
- 性豪スペルマ天国 8 安藤有里・高野ひとみ・卑弥呼・藤谷しおり・藤田リナ（ファイブスター FV-9008）全5名

1995年
- 美麗奴倶楽部 2 浅倉ケイ・藤谷しおり・本木まり子・安藤有里 他（2月13日、笠倉出版社）
- スーパーランジェリーコレクション 	安藤有里・白石ひとみ・美里真理 他（6月5日、笠倉出版社）全12名
- 潮吹き美女館（10月9日、笠倉出版社）全8名
- 平成巨乳伝説 1 全30名（10月12日、笠倉出版社）＊オムニバス作品
- AV10年史 PART3 全30名（12月11日、笠倉出版社）＊オムニバス作品
- あぶない制服10年史 全30名（笠倉出版社）＊オムニバス作品

1996年
- 伝説裸天使アイドル15年史 プルルン編 麻生澪・村上麗奈・葉山みどり・冴島奈緒・安藤有里 他（7月23日、ティファニー）全16名

1997年
- 巨乳15年史ワイド90分 1 全25名（10月27日、笠倉出版社）＊オムニバス作品
- 早熟ブルマー15年史 全30名（12月4日、笠倉出版社）＊オムニバス作品

1998年
- スーパーAV烈伝 2 全30名（12月14日、笠倉出版社）＊オムニバス作品

1999年
- ボンデージの罠 DX 藤谷しおり・小松みゆき・憂木瞳・美里真理・安藤有里・朝岡実嶺 他 全12名（4月3日、笠倉出版社）
- 若奥様おしゃぶり中毒20連発 有賀美穂・小室友里・樹マリ子・安藤有里 他（7月7日、笠倉出版社）
- 女帝 安藤有里（12月22日、オー・ケイ出版社）

2000年以降
- Tiffany 20 century 全36名（2000年12月10日、ティファニー）＊オムニバス作品
- AV20年史 4 全50名（2001年3月23日、デジタルドリームデベロップメント）＊オムニバス作品
- ブルマー20年史 全50名（2002年1月17日、笠倉出版社）＊オムニバス作品
- ボンデージの罠 DX（2002年3月15日、笠倉出版社）…オムニバス作品　他出演:憂木瞳、あいだもも、樹まり子、小松美幸、小林美和子、朝岡実嶺 他 全12名 ※DVD版 総集編
- お宝ガールズ '91～'95 全20名（2003年2月6日、クリスタル映像）＊オムニバス作品
- ナース20年史 Deluxe 2 あいだもも・加山なつこ・吉川由貴・安藤有里 他（2003年11月10日、メディアバンク）
- The Best of No.1 安藤有里 Deluxe（2007年9月14日、メディアバンク）
- 復刻 スペルマエクスタシー（2010年2月12日、アリスJAPAN）
- ナース天国 病院で抜こう! 伊藤真紀・安藤有里・沢口梨々子 他（2010年9月3日、アリスJAPAN）全7名
- h.m.p 48 1990～1999 90年代AVアイドル総決算 8時間 全48名（2010年10月21日、h.m.p）＊オムニバス作品
- THE BEST OF No.1 安藤有里 Deluxe（トールサイズ）（2014年2月20日、ファイブスター）

## テレビ出演

### ドラマ
- 金曜エンタテイメント・帰ってきたOL三人旅「金沢湯けむり不倫旅行殺人事件」（1994年4月8日、フジテレビ）
- 17才-at seventeen- (1994年4月28日 -9月1日、フジテレビ)
- 混浴露天風呂シリーズ 13 「雨の奥飛騨に消えた影 ヌードギャル秘湯ツアー 白骨〜濁河〜新穂高」（1994年7月16日、テレビ朝日系・土曜ワイド劇場）主演:古谷一行 - 温泉ギャルズ 役
- 名探偵 明智小五郎　『地獄の道化師』～恐怖の裸女連続殺人・愛欲の事件の陰に意外な真実が…あの名探偵が今夜よみがえる～（1994年12月9日、フジテレビ・金曜エンタテイメント）
- 世にも奇妙な物語 冬の特別編「ブルギさん」（1995年1月4日、フジテレビ）

### バラエティ番組
- タモリ倶楽部（1994年5月27日、1994年8月12日、テレビ朝日）[3][4]
- Mars TV (1994年10月3日 - 1995年3月28日、フジテレビ・深夜番組放送枠) ストリップ・コーナー[3]

## オリジナルビデオ
- ツッパリ・ハイ・スクール 武闘派高校伝（1994年、ケイエスエス）監督:秋山豊[5]
- あぶないローマの休日（1993年5月28日、日本ソフトシステム）監督:金丸友紀子[6]

## 書籍

### 写真集
- 女性アイドル写真集 姉妹物語 PRETTY5 - 共演：水沢早紀・水野さやか・高原みゆき・かとう由梨（1994年7月20日発行、英知出版） - 撮影：岡克己　ISBN 9784754213688
- 安藤有里写真集 惜しげなく （1994年9月9日、音楽専科社） - 撮影:真継敏明 ISBN 9784900343689
- ボンテージ写真集 DESIRE 橘ますみ・安藤有里 他（1994年9月15日、英知出版） - 撮影:小野麻早 ISBN 9784754213718
- 安藤有里写真集 EXPOSE（1994年11月5日、英知出版） - 撮影:若杉憲司 ISBN 9784754213589
- 安藤有里写真集 蒼い風 マドンナ写真文庫（1994年11月25日、二見書房） - 撮影:室岡浩一 ISBN 9784576941646
- 安藤有里写真集 Hな体（1997年11月15日、ブックマン社） - 撮影:北村崇 ISBN 9784893083340
- 女性アイドル写真集 EROVOGUE 安藤有里・草凪純・有賀みほ 他（1998年12月25日、新潮社） - 撮影:小野麻早 ISBN 9784104274017

## その他

### ビデオソフト
- カマキリ伝説 <関根勤> 仮（1994年8月、ポニーキャニオン）VHS
  - 関根勤 カマキリ伝説&カマキリ伝説 1&1/2（2003年8月6日、ポニーキャニオン） - 上記ビデオのDVD化

### ゲーム
- セクシーアイドル麻雀 野球拳の詩 安藤有里・美里真理・憂木瞳・藤谷しおり 他 全16名（1995年1月31日、日本物産、PCエンジンスーパーCDソフト）
- バーチャルカメラマン part5 安藤有里（1995年6月30日、ナグザット、3DO）